# Serre Chevalier
Pour l’article homonyme, voir Serre Chevalier (montagne).
 (mars 2023).
La mise en forme du texte ne suit pas les recommandations de Wikipédia : il faut le « wikifier ».
Les points d'amélioration suivants sont les cas les plus fréquents. Le détail des points à revoir est peut-être précisé sur la page de discussion.
- Les titres sont pré-formatés par le logiciel. Ils ne sont ni en capitales, ni en gras.
- Le texte ne doit pas être écrit en capitales (les noms de famille non plus), ni en gras, ni en italique, ni en « petit »…
- Le gras n'est utilisé que pour surligner le titre de l'article dans l'introduction, une seule fois.
- L'italique est rarement utilisé : mots en langue étrangère, titres d'œuvres, noms de bateaux, etc.
- Les citations ne sont pas en italique mais en corps de texte normal. Elles sont entourées par des guillemets français : « et ».
- Les listes à puces sont à éviter, des paragraphes rédigés étant largement préférés. Les tableaux sont à réserver à la présentation de données structurées (résultats, etc.).
- Les appels de note de bas de page (petits chiffres en exposant, introduits par l'outil «  Source ») sont à placer entre la fin de phrase et le point final[comme ça].
- Les liens internes (vers d'autres articles de Wikipédia) sont à choisir avec parcimonie. Créez des liens vers des articles approfondissant le sujet. Les termes génériques sans rapport avec le sujet sont à éviter, ainsi que les répétitions de liens vers un même terme.
- Les liens externes sont à placer uniquement dans une section « Liens externes », à la fin de l'article. Ces liens sont à choisir avec parcimonie suivant les règles définies. Si un lien sert de source à l'article, son insertion dans le texte est à faire par les notes de bas de page.
- La présentation des références doit suivre les conventions bibliographiques. Il est recommandé d'utiliser les modèles {{Ouvrage}}, {{Chapitre}}, {{Article}}, {{Lien web}} et/ou {{Bibliographie}}. Le mode d'édition visuel peut mettre en forme automatiquement les références.
- Insérer une infobox (cadre d'informations à droite) n'est pas obligatoire pour parachever la mise en page.

Pour une aide détaillée, merci de consulter Aide:Wikification.
Si vous pensez que ces points ont été résolus, vous pouvez retirer ce bandeau et améliorer la mise en forme d'un autre article.
 (mars 2023).
Serre Chevalier, dans le Briançonnais (surnommée « Serre Che »), est une station de sports d'hiver située dans la vallée de la Guisane dans le département des Hautes-Alpes, près du parc national des Écrins (La Salle-les-Alpes). Elle est créée en 1941 avec l'édification du téléphérique depuis Chantemerle vers le sommet de Serre-Chevalier (2 483 m). L'emblème historique de la station est un aigle, par référence au blason du Baron Borel du Bez.
Elle est la plus grande station de sports d'hiver des Alpes du Sud tant par l'importance du kilométrage de pistes que du nombre de visiteurs. Elle occupe la vallée de la Guisane depuis Briançon jusqu'à Monêtier-les-Bains. Située en bordure du parc national des Écrins, proche de la frontière franco-italienne, elle offre un accès à de nombreuses activités hivernales ou estivales.

## Toponymie
Serro désigne en provençal une cime dentelée ; l'étymologie est commune à l'espagnol sierra. Le nom de la station en provençal est ainsi Serro-chivalié. 

## Domaine skiable
Le domaine skiable s'étend sur les communes de Briançon, Puy-Saint-Pierre, Puy-Saint-André, Saint-Chaffrey, La Salle-les-Alpes, Monêtier-les-Bains et Pelvoux. Historiquement administrée par des régies communales, les mairies de la vallée ont signé (de 2005 à 2007) diverses délégations de service public[précision nécessaire] avec la Compagnie des Alpes (Val-d'Isère, La Plagne, Méribel, Saas Fee). En 2008-2009, la station compte 250 kilomètres de pistes de ski alpin entre 1 200 et 2 780 mètres d’altitude. La Compagnie des Alpes, conformément aux accords signés avec les communes, compte remplacer de nombreuses remontées mécaniques jugées obsolètes (télésiège de la Balme, télécabines, téléskis) tout en renforçant l'enneigement artificiel (création de nouveaux réservoirs).
Le domaine skiable de Serre Chevalier compte 410 hectares balisés et dispose d'une emprise totale de 3 901 hectares, ce qui en fait l'un des plus grands domaines en Europe.
Depuis le 1er janvier 2011, l'exploitant du domaine skiable se nomme « SCV - Domaine skiable ». La société d'exploitation et l'office de tourisme de la vallée se sont entendus pour commercialiser le nom de « Serre Chevalier Vallée ».
La vallée de Serre Chevalier s'étend de Briançon au Monêtier-les-Bains.
- Briançon : Briançon, Puy-Saint-Pierre, Puy-Saint-André ;
- Serre Chevalier - Chantemerle : Saint-Chaffrey, Chantemerle, Villard-Laté, La Gérarde ;
- Serre Chevalier - Villeneuve : La Salle-les-Alpes, Moulin-Baron, La Chirouze, Les Pananches, Le Bez, Villeneuve;
- Serre Chevalier - Monêtier-les-Bains : Le Monêtier-les-Bains, Le Freyssinet, Le Serre-Barbin, Les Guibertes, Le Casset, Les Boussardes, Le Lauzet.

Certains villages font partie de la station mais n'ont ni hôtels, ni centres commerciaux, ni remontées mécaniques.

### Constructions et projets de remontées mécaniques
Un nouveau télésiège débrayable six places a été réalisé lors de l'été 2010 par le constructeur BMF. Cette nouvelle remontée emprunte un trajet inédit : les Vallons de Cucumelle. Le télésiège de la Balme a été quant à lui démonté.
Une nouvelle télécabine à huit places panoramique est en service depuis décembre 2013 remplaçant la télécabine du Grand Alpe (démontée en 2012) et le premier tronçon du téléphérique. La télécabine du Grand Alpe avait initialement deux tronçons, un qui arrivait à Serre Ratier mais dont l'arrivée était située à environ 200 mètres de l'arrivée de la télécabine actuel et le deuxième tronçon arrivait au Grand Alpe, près du départ actuel du télésiège du Grand Serre . Cette télécabine à huit places assises est construite par POMA et dessert Serre Ratier en cinq minutes.
Serre Chevalier Vallée s'efforce de rationaliser au maximum le nombre d'appareils tout en renforçant les installations de liaison entre les différents secteurs. Ainsi, en 2014, un nouveau TSF4 est construit par GMM, la Croix de la Nore. Il remplace le téléski éponyme et permet principalement de remonter à la gare amont de la télécabine du Prorel.
En 2017, toujours sur le site de Briançon, le téléski du Serre Blanc ainsi que le télésiège du Rocher Blanc sont déposés au profit d'un nouveau télésiège fixe du constructeur GMM partant au même endroit que le télésiège de la Croix de la Nore et arrivant au col du Prorel.
En 2018, c'est sur le site de Villeneuve qui fait l'objet d'importantes transformations. Les télésièges de Fréjus et de Côte Chevalier ainsi que le téléski du Pré du bois sont déposés au profit d'un télésiège débrayable six places, équipé d'un moteur DirectDrive et apte à circuler à 6 m/s, pour un débit définitif de 3000 personnes/heure.
En 2019, les télésièges fixes de Cibouït et de l'Eychauda sont déposés mais les éléments du télésiège fixe de l'Eychauda sont rénovés par Ingélo et viennent ainsi constituer un nouveau télésiège fixe quatre places de Cibouït. Poma construit un télésiège débrayable six places sur le même tracé que l'ancien télésiège de l'Eychauda. Ce télésiège est similaire à son grand-frère, Côte Chevalier.
En 2023, une nouvelle télécabine est construite sur le site de Villeneuve en remplacement du DMC du Pontillas et de la télécabine de Fréjus. Elle est équipée de cabines offrant 10 places assises et une vitesse commerciale de 7 m/s, reliant Villeneuve au Méa sur un tracé de plus de 3,6km.

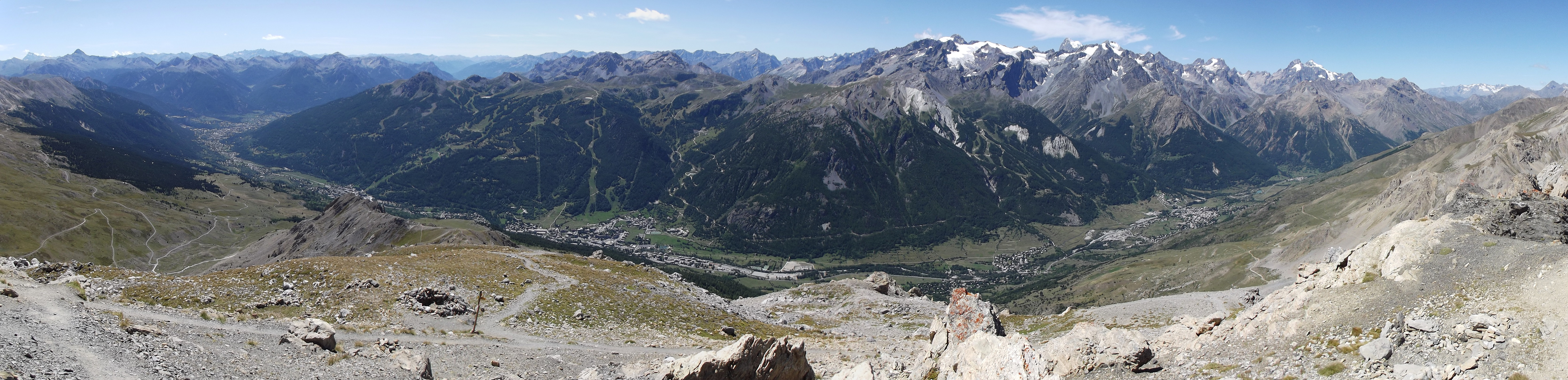
Vue panoramique de Serre Chevalier depuis le Grand Aréa.

## L'été
Serre Chevalier propose plusieurs activités l'été.
Elle dispose d'un bike park de 10 pistes de descente, de 193 kilomètres de pistes de cross country, d'une piste de BMX et de lignes de dirt.
La vallée est traversée par la Guisane, deuxième rivière navigable du département où tous les sports d'eaux vives sont possibles.
Elle propose également escalade, via ferrata, 300 kilomètres de sentiers de randonnée, parcs-aventures, lacs de baignade, vélo de route, alpinisme, « trottin'herbe », piscines, skate parc, etc.
Depuis l'été 2021, une tyrolienne part du sommet de Serre Chevalier et le relie au Grand Alpe, en survolant le télésiège du Grand Serre, activité accessible également en hiver. L'accès s'effectue par le téléphérique historique de Serre Chevalier. On peut ensuite emprunter le télésiège du Grand Serre (ouvert depuis l'été 2021) pour redescendre dans la vallée avec le téléphérique.

## L'hiver

### Ski alpin
Quelques étapes de Coupe du monde de ski alpin se sont déroulées à Serre-Chevalier :
| Année            | Discipline | Vainqueur            |
| ---------------- | ---------- | -------------------- |
| 21 décembre 1991 | Descente   | Petra Kronberger     |
| 28 janvier 1996  | Slalom     | Claudia Riegler      |
| 4 décembre 1999  | Géant      | Michaela Dorfmeister |
| 5 décembre 1999  | Slalom     | Janica Kostelić      |

### Ronde hivernale de Serre Chevalier
Disputée annuellement au circuit sur glace de Serre-Chevalier, cette compétition automobile a été créée en 1972 et intégrée au Trophée Andros à sa création en 1990. Elle a accueilli aussi le prologue du Rallye Monte-Carlo au début des années 1980.

## Autres activités sportives

### Cyclisme

#### Tour de France
Serre Chevalier a été à plusieurs reprises ville-étape et ville arrivée du Tour de France :
Arrivées
| Année | Étape | Ville de départ | Vainqueur            |
| ----- | ----- | --------------- | -------------------- |
| 1974  | 11    | Aix-les-Bains   | Vicente López Carril |
| 1975  | 16    | Barcelonnette   | Bernard Thévenet     |
| 1986  | 17    | Gap             | Eduardo Chozas       |
| 1993  | 10    | Villard-de-Lans | Tony Rominger        |
| 2011  | 18    | Pignerol        | Andy Schleck         |
| 2017  | 17    | La Mure         | Primož Roglič        |
| 2022  | 11    | Albertville     | Jonas Vingegaard     |

Départs
| Année | Étape | Ville d'arrivée | Vainqueur        |
| ----- | ----- | --------------- | ---------------- |
| 1980  | 17    | Morzine         | Mariano Martinez |
| 1993  | 11    | Isola 2000      | Tony Rominger    |

#### Critérium du Dauphiné
Serre Chevalier a organisé des étapes du Critérium du Dauphiné :
Départ
| Année | Étape | Ville d'arrivée | Vainqueur      |
| ----- | ----- | --------------- | -------------- |
| 2010  | 5     | Grenoble        | Daniel Navarro |

## Personnalités liées à la station
- Nils Allègre, skieur[9],[10].
- Estelle Alphand, skieuse, fille de Luc Alphand[11].
- Luc Alphand, skieur, vainqueur de la coupe du monde de ski puis pilote automobile vainqueur du Dakar et navigateur sur voilier[12],[13].
- Nils Alphand, skieur, fils de Luc Alphand[14].
- Arthur Bauchet, skieur handisport médaillé 8 fois aux jeux paralympiques.
- Henri Bréchu, skieur[15],[16].
- Vincent Chaix , snowboardeur[17] et DJ
- André Georges, alpiniste, a fait partie des membres fondateurs de la station.
- Jules Melquiond, skieur[18],[16].
- Laurie Mougel, skieuse[19].
- Franck Pedretti, journaliste sportif, animateur de télévision, ancien snowboardeur français.
- Pierre Vaultier, snowboardeur français originaire de Serre Chevalier, sous les couleurs de sa station depuis 2012, double champion olympique en 2014 à Sotchi et en 2018 à PyeongChang (snowboardcross)[20],[21].
- Gary Zebrowski, snowboardeur français ayant débuté à Serre Chevalier.

## Jumelage
Sarajevo (Bosnie-Herzégovine) depuis 1995.